# Dastgerd (ort i Esfahan)
Dastgerd (persiska: دستگرد) är en ort i Iran.   Den ligger i provinsen Esfahan, i den centrala delen av landet, 300 km söder om huvudstaden Teheran. Dastgerd ligger 1 573 meter över havet och antalet invånare är 15 524.
Terrängen runt Dastgerd är en högslätt.Runt Dastgerd är det ganska tätbefolkat, med 144 invånare per kvadratkilometer. Närmaste större samhälle är Esfahan, 16,6 km söder om Dastgerd. Trakten runt Dastgerd är ofruktbar med lite eller ingen växtlighet.